# Stellarastronomie
Die Stellarastronomie ist ein Teilgebiet der Astronomie und befasst sich mit den Fragen, die sich auf Fixsterne (ferne Sonnen) beziehen. Bis zum 19. Jahrhundert lag der Schwerpunkt auf geometrischen und statistischen Verfahren, heute überwiegend in der Astrophysik.
Themen der Stellarastronomie sind u. a.
- die Bestimmung der Sternörter, der Entfernung und der Eigenbewegung von Fixsternen (Teilbereiche der Astrometrie)
- ihre Bewegung im System der Milchstraße und die Bahnbestimmung von Doppelsternen (Themenbereiche von Himmelsmechanik und Stellarstatistik)
- der innere Sternaufbau und die Energieproduktion, die Entstehung von Sternen und deren Entwicklung (Teilbereiche der Astrophysik).

Früher zählte man auch die Erforschung der Nebelflecke (Gasnebel, Galaxien) und der Sternhaufen zur Stellarastronomie.